# (4277) Holubov
(4277) Holubov es un asteroide perteneciente al cinturón de asteroides, descubierto el 15 de enero de 1982 por Antonín Mrkos desde el Observatorio Kleť, České Budějovice, República Checa.

## Designación y nombre
Designado provisionalmente como 1982 AF. Fue nombrado Holubov en homenaje a la localidad checa Holubov en el distrito de Český Krumlov, al noreste de la montaña Kleť.